# Deutsche Ringermeisterschaften 1913
Die 10. Deutschen Ringermeisterschaften wurden 1913 im griechisch-römischen Stil ausgetragen. 

## Ergebnisse

### Federgewicht
| Platz | Sportler        | Stadt/Verein   |
| ----- | --------------- | -------------- |
| 1     | Nikolaus Hahn   | Fürth          |
| 2     | Karl Müller     | Mainz          |
| 3     | Franz Reitmeier | SC Nürnberg 04 |

### Leichtgewicht
| Platz | Sportler         | Stadt/Verein |
| ----- | ---------------- | ------------ |
| 1     | Heinrich Stiefel | Mannheim     |
| 2     | Bruno Heckel     | Hinterhain   |
| 3     | Ernst Wild       | Oberstein    |

### Mittelgewicht
| Platz | Sportler    | Stadt/Verein     |
| ----- | ----------- | ---------------- |
| 1     | August Witt | Essen            |
| 2     | Josef Kolb  | Ludwigshafen     |
| 3     | Hans Mohr   | 1. Stemmklub Hof |

### Schwergewicht
| Platz | Sportler        | Stadt/Verein      |
| ----- | --------------- | ----------------- |
| 1     | Peter Öhler     | Frankfurt am Main |
| 2     | Ernst Wissmann  | Ludwigshafen      |
| 3     | Arthur Sillmann | Emmendingen       |